# Dalima honei
Dalima honei là một loài bướm đêm trong họ Geometridae.